# Marthula nora
Marthula nora är en fjärilsart som beskrevs av William Schaus 1892. Marthula nora ingår i släktet Marthula och familjen tandspinnare. Inga underarter finns listade i Catalogue of Life.